# Црква Успења Пресвете Богородице у Чачку
Црква Успења Пресвете Богородице у Чачку, административном центру Града Чачка, припада Епархији жичкој Српске православне цркве.
Изградња цркве посвећене Успењу Пресвете Богородице започета је 1991. године, благословом Епископа жичког Стефана Боце, а од 2010. године у њој се редовно обавља служба. Октобра 2016. године започета је изградња звоника, постављени су алуминијумско-стаклени портали на улазу у храм као и застакљивање преосталих отвора.
Уз верске и војне почасти извршен је, 22. априла 2018. године, пренос посмртних остатака два припадника Југословенске војске у отаџбини (ЈВуО), Јарослава Милутиновића и Радосава Радоњића из села Јездина који су сурово убијени 6. новембра 1945. године, који су потхрањени у крипту ове цркве.